# Таксономічна категорія
Таксономі́чна катего́рія (таксономічний ранг) — поняття, що застосовується в систематиці для позначення підпорядкування різних груп живих організмів, що відрізняються одна від одної ступенем спорідненості. Таксономічні категорії різного рівня, або рангу (вид, рід, родина і т. д.), присвоюють реальним відокремленим групам організмів — таксонам, тобто категорії є сукупностями таксонів одного рангу. На відміну від таксонів, таксономічні категорії позначають не реальні організми, а визначений ранг чи рівень класифікації, тобто ступінь ієрархії.

## Основні таксономічні ранги

Ілюстрація співвідношення основних таксономічних рангів

- Домен (лат. — regio, англ. — domain) — таксономічна категорія найвищого рангу, що включає декілька царств;
- Царство (regnum) — група споріднених відділів чи типів;
- Тип (phylum) (для тварин) або відділ (division) (для рослин, бактерій, архей та грибів) — група споріднених класів;
- Клас (classis) — група споріднених рядів (для тварин) або порядків (для рослин та т.ін.);
- Ряд (ordo) (для тварин) або порядок (для рослин та ін.);
- Родина (familia) — група споріднених родів;
- Рід (genus) — група споріднених видів;
- Вид (species) — група особин, ідентичних до особини-еталону за діагностичними ознаками.

Дискусійні та застарілі таксономічні одиниці:
- Імперія (Imperia) — вперше термін використано у таксономії для поділу клітинних та неклітинних форм життя. Застосування цього терміна зараз під питанням.
- Філум (Phylum) — першочергово ця категорія, запропонована А. Пашером, об'єднувала споріднені відділи рослин. 1994 року терміни «філум» та «порядок» визнано синонімами.

### У систематиці рослин
У систематиці рослин підпорядкованих споріднених таксономічних рангів сучасна систематика налічує до 25.
Основні таксономічні ранги, якими оперує нині систематика рослин, такі: відділ
(divisio, або phylum); відділи поділяють на класи (classis), класи — на порядки (ordo), порядки — на родини (familia), родини — на роди (genus), роди — на види (species). Кожен з цих таксономічних рангів можна поділити в разі потреби на дрібніші, проміжні, скориставшись приставкою «під» (sub): підвідділ (subdivisio), підклас (subclassis), підродина (subfamilia), підрід (subgenus) та ін. У межах роду з численними видами, крім підродів, виділяють ще часом секції (sectio), підсекції (subsectio), а в межах останніх — серії (series) та підсерії (subseries). Поліморфні види поділяють нерідко на підвиди (subspecies), різновидності, або варіації (varietas), а також форми (forma).